# Eriosyce

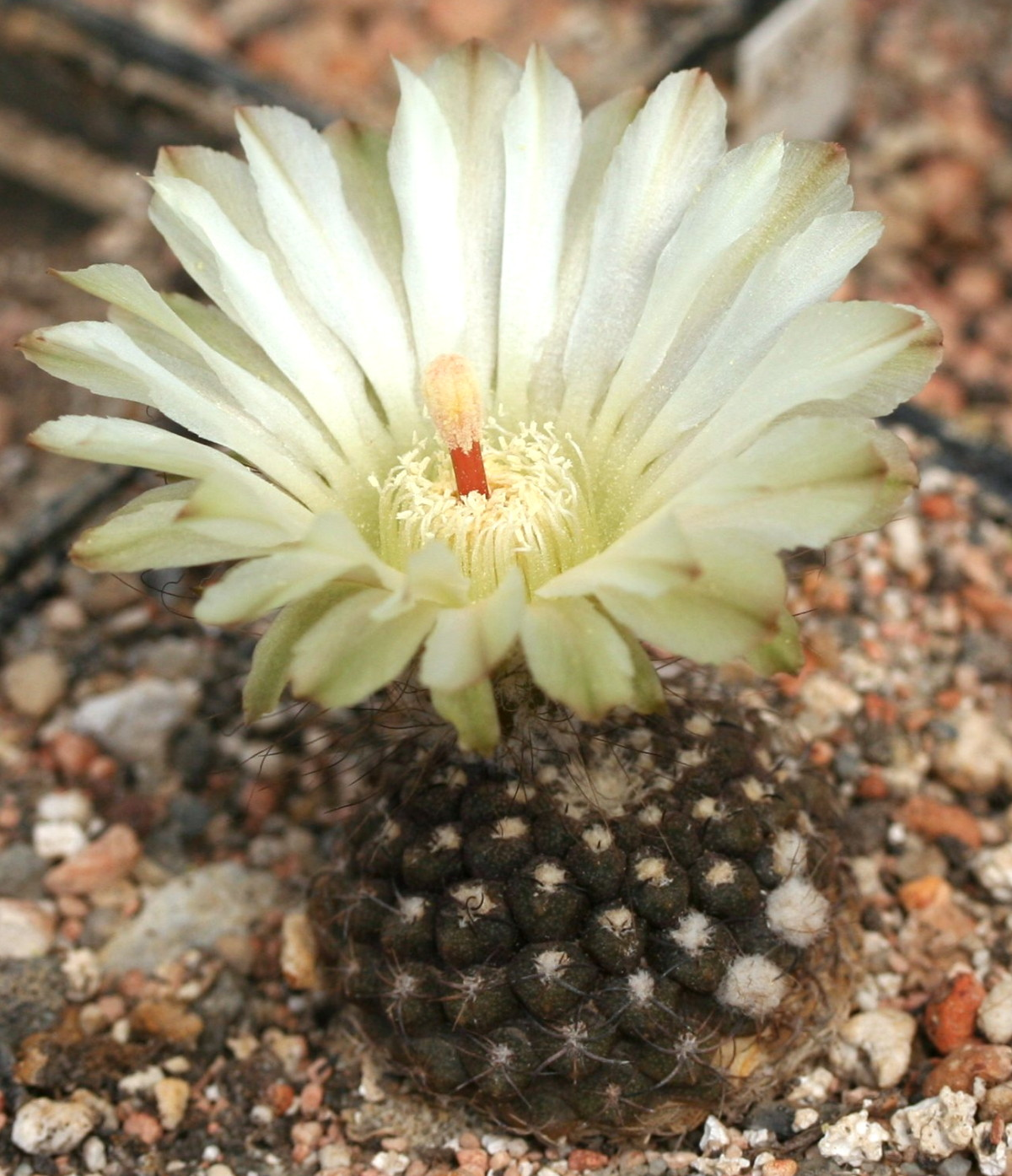
Eriosyce esmeraldana

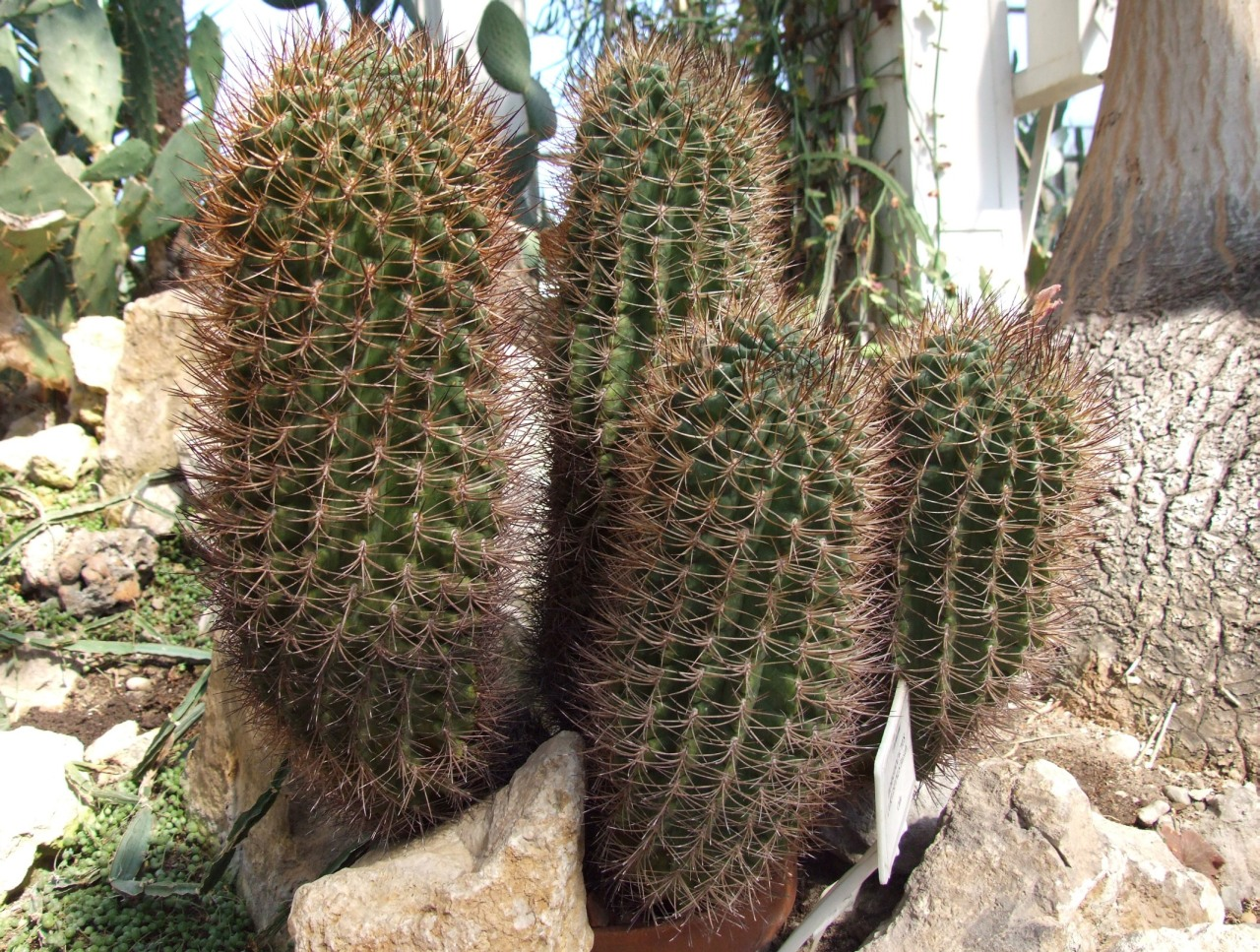
Eriosyce curvispina

Eriosyce Phil. – rodzaj sukulentów z rodziny kaktusowatych. Występują w Chile. Gatunkiem typowym jest E. sandillon (Gay) Phil.

## Systematyka
Synonimy
Ceratistes Labour., nom. inval., Chileniopsis Backeb., Chileocactus Fric, nom. inval., Chileorebutia Fric ex F. Ritter, Chiliorebutia Fric, orth. var., Delaetia Backeb.
Dracocactus Y. Itô, nom. inval., Euporteria Kreuz. & Buining, Hildmannia Kreuz. & Buining, Horridocactus Backeb., Islaya Backeb.
Neochilenia Backeb. ex Dölz, Neoporteria Britton & Rose, Neoporteria Backeb., Neotanahashia Y. Itô, Nichelia Bullock, nom. inval., Pyrrhocactus (A. Berger) A. W. Hill, Rodentiophila F. Ritter ex Backeb., nom. inval., Thelocephala Y. Itô
Pozycja systematyczna według APweb (aktualizowany system APG III z 2009)
Należy do rodziny kaktusowatych (Cactaceae) Juss., która jest jednym z kladów w obrębie rzędu goździkowców (Caryophyllales) i klasy roślin okrytonasiennych. W obrębie kaktusowatych należy do plemienia Notocacteae, podrodziny Cactoideae.
Pozycja w systemie Reveala (1993-1999)
Gromada okrytonasienne (Magnoliophyta Cronquist), podgromada Magnoliophytina Frohne & U. Jensen ex Reveal, klasa Rosopsida Batsch, podklasa goździkowe (Caryophyllidae Takht.), nadrząd Caryophyllanae Takht., rząd goździkowce (Caryophyllales Perleb), podrząd Cactineae Bessey in C.K. Adams, rodzina kaktusowate (Cactaceae Juss.), rodzaj Eriosyce Phil.. 
Gatunki (wybór)
- Eriosyce andreaeana Katt.
- Eriosyce aspillagae Katt.
- Eriosyce aurata (Pfeiff.) Backeb.
- Eriosyce bulbocalyx (Werderm.) Katt.
- Eriosyce calderana (F.Ritter) Ferryman
- Eriosyce caligophila R.Pinto
- Eriosyce chilensis (Hildm. ex K.Schum.) Katt.
- Eriosyce confinis (F.Ritter) Katt.
- Eriosyce crispa (F.Ritter) Katt.
- Eriosyce curvispina (Bertero ex Colla) Katt.
- Eriosyce engleri (F.Ritter) Katt.
- Eriosyce eriosyzoides (F.Ritter) Ferryman
- Eriosyce esmeraldana (F.Ritter) Katt.
- Eriosyce garaventae (F.Ritter) Katt.
- Eriosyce heinrichiana	(Backeb.) Katt.
- Eriosyce iquiquensis (F.Ritter) Ferryman
- Eriosyce islayensis (C.F.Först.) Katt.
- Eriosyce kunzei (C.F.Först.) Katt.
- Eriosyce laui Lüthy
- Eriosyce limariensis (F.Ritter) Katt.
- Eriosyce marksiana (F.Ritter) Katt.
- Eriosyce megliolii (Rausch) Ferryman
- Eriosyce multicolorispina Janeba & Slaba
- Eriosyce napina (Phil.) Katt.
- Eriosyce occulta Katt.
- Eriosyce odieri (Lem. ex Salm-Dyck) Katt.
- Eriosyce paucicostata (F.Ritter) Ferryman
- Eriosyce pygmaea (F.Ritter) Ferryman
- Eriosyce recondita (F.Ritter) Katt.
- Eriosyce rodentiophila F.Ritter
- Eriosyce senilis (Backeb.) Katt.
- Eriosyce setosiflora (F. Ritter) Katt.
- Eriosyce simulans (F.Ritter) Katt.
- Eriosyce sociabilis (F.Ritter) Katt.
- Eriosyce strausiana (K.Schum.) Katt.
- Eriosyce subgibbosa (Haw.) Katt.
- Eriosyce taltalensis (Hutchison) Katt.
- Eriosyce umadeave (Werderm.) Katt.
- Eriosyce vertongenii(J.G.Lamb.) D.R.Hunt
- Eriosyce villicumensis (Rausch) Katt.
- Eriosyce villosa (Monv.) Katt.
- Eriosyce wagenknechtii (F. Ritter) Katt.